# Island Adventure (Schiff)
Die Island Adventure war ein Kreuzfahrtschiff der auf den Bahamas ansässigen Reederei SeaEscape, das 1976 als Kazakhstan für die sowjetische Black Sea Shipping Company in Dienst gestellt wurde. Das Schiff blieb bis 2008 in Fahrt und wurde 2012 in Indien verschrottet.

## Geschichte

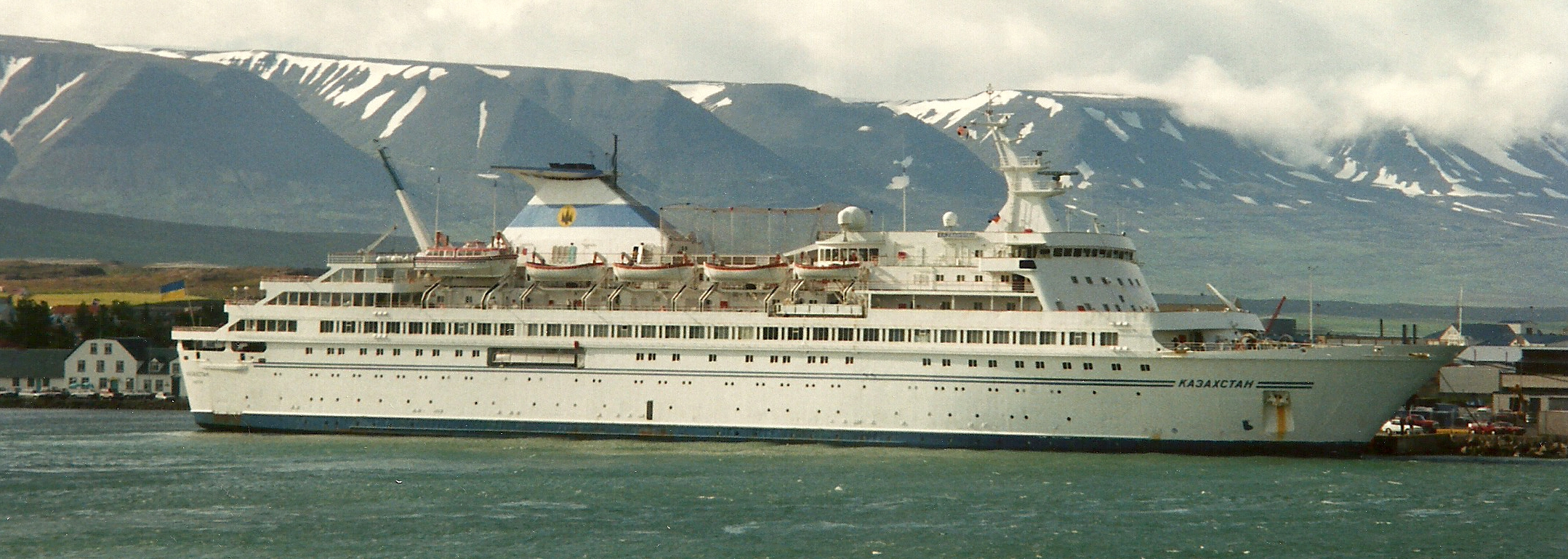
Als Kazakhstan in Island, Juli 1993

Die Kazakhstan wurde unter der Baunummer 1222 bei Wärtsilä in Turku gebaut und am 17. Oktober 1975 vom Stapel gelassen. Im Juni 1976 wurde das Schiff an die Black Sea Shipping Company abgeliefert und sowohl für Kreuzfahrten als auch für den Fährbetrieb genutzt.
Von Februar bis Mai 1984 wurde die Kazakhstan auf der Lloyd-Werft Bremerhaven umgebaut und modernisiert. Unter anderem wurde das Autodeck durch zusätzliche Kabinen ersetzt. Anschließend blieb das Schiff weitere zehn Jahre für die Black Sea Shipping Company in Fahrt.
Im Dezember 1994 wurde die Kazakhstan unter dem neuen Namen Ukraina an Blasco UK mit Sitz in Liberia verkauft, jedoch vorerst nicht in Dienst gestellt. Im September 1996 ging sie als Charter unter dem Namen Royal Seas an die Royal Seas Cruises Lines. Das nun in der Ukraine registrierte Schiff wurde fortan für Kreuzfahrten ab Tampa, Florida eingesetzt. Nach Auslauf des Chartervertrages im Januar 1997 erhielt es den Namen Ukraine und wurde aufgelegt.
Nach gut einem Jahr Liegezeit charterte der Kreuzfahrtanbieter SeaEscape die Ukraine unter dem Namen Island Adventure, um es fortan für Casinokreuzfahrten vor Florida einzusetzen. Im August 2007 übernahm die Cruise Charter Ltd. das Schiff von Blasco UK und ließ es weiterhin von SeaEscape bereedern.
Am 21. August 2008 wurde die Island Adventure wegen nicht bezahlter Löhne an die Besatzung arrestiert und im Oktober 2008 an die Burrell Shipping Company mit Sitz in Panama verkauft, die es jedoch nicht wieder in Fahrt brachten. Stattdessen wurde es im Mai 2011 unter der Flagge Tansanias und dem Überführungsnamen Adventure an eine Abbruchwerft in Indien verkauft. Am 3. November 2011 traf das Schiff in Alang ein, wo 2012 die Verschrottung begann.

## Schwesterschiffe
Die Kazakhstan war eines von fünf Schwesterschiffen. Ihre Schwesterschiffe waren die Gruziya (2022 in Gadani verschrottet), die Kareliya (2021 als Starry Metropolis in Alang verschrottet), die Belorussiya (2022 als Delphin in Aliağa verschrottet), sowie die Azerbaihzan (2020 zum Abbruch verkauft, jedoch zuvor auf Grund gelaufen).